# Hedj-Hor
Hedj-Hor (ou Hedjou-Hor) est un roi de la période prédynastique de l'Égypte dont on n'a pas encore retrouvé la tombe. Le serekh avec son nom a été trouvé dans le delta Oriental et sur un morceau de poterie de Tourah. Certains égyptologues l'identifient avec un des deux « chefs » notés sur la palette de Narmer et lisent son nom Wa-Shi.